# Міждержавність
Міждержа́вність, або Інтерговерменталізм (англ. Intergovernmentalism) — це політичний науковий термін, що стосується теорії регіональної інтеграції, яку запропонував Стенлі Гоффманн. Згідно з його трактуванням, головними факторами інтеграції вважається діяльність держав та національних урядів.

## Визначення
Поняття «інтерговерменталізм» стосується насамперед національних урядів, які вважаються головними акторами інтеграційного процесу. Першим із дослідників, хто використав теоретичний міжурядовий підхід, став Стенлі Гоффман. Він стверджував, що інтеграція в політичних сферах може мати місце лише тоді, коли вигоди від неї для держави перевищують сумарні витрати. За класичного міжурядового підходу наголошується на ролі державних керівників у процесах інтеграції, але він ґрунтується на тому, що керівники мотивовані переважно інтересами своїх країн. Поки стратегічні або тактичні інтереси різних країн зводяться до «спільного знаменника», інтеграція є можливою. Межі інтеграції досить обмежені й, що є найважливішим, нестабільні. У працях, написаних і опублікованих у 1964., 1966., 1968. роках, Гоффман мав на меті показати, що національні держави, як і раніше, відіграють ключову роль в інтеграції за плюралістичного характеру чинників інтеграції. 

Стенлі Гоффман увів поняття «низької» (економіка) і «високої» (безпека) політик для того, щоб пояснити, чому в певній сфері вдалися співробітництво й інтеграція, а в іншій ні. Він стверджував, що лише у сфері економіки за умов цілковитого збігу інтересів акторів можлива інтеграція, а в політичній інтеграції пріоритет ідеологічних і прагматичних інтересів політичних еліт визначає поступ інтеграційного процесу. Зокрема, у сфері «низької політики» держави готові до інтеграції та співпраці, тоді як у сфері «високої політики» обмеження суверенітету є справою вельми проблематичною.
Міжурядовий підхід був удосконалений і розширений Ендрю Моравчиком, який сформував та розвинув положення ліберального міждержавного підходу. В основі його концепції лежать три твердження:
- головними акторами в політиці є раціональні, самостійні індивіди, що взаємодіють один з одним на основі принципів власних інтересів;
- влада є «підвидом» акторів, що наділені інтересами, що є стримуючими факторами стосовно інтересів інших держав;
- поведінка держави на міжнародній арені характеризує природу державних інтересів.

Національні інтереси держав формуються під впливом різноманітних соціальних груп, політичних партій, органів влади.

## Регіональна інтеграція

### Європейська інтеграція
Найвідомішим прикладом регіональної інтеграції є Європейський Союз (ЄС), економічна і політична міжурядова організація з 28 держав-членів, усі з яких знаходяться в Європі. ЄС діє через систему наднаціональних незалежних інститутів і міжурядових рішень з боку держав-членів. Інститути ЄС включають: Європейську комісію, Рада Європейського Союзу, Європейська рада, Суд Європейського Союзу, Європейський центральний банк, Рахункова палата, а також Європейський парламент. Європейський парламент обирається кожні п'ять років громадянами ЄС. Де-факто столицею ЄС Брюссель.
ЄС розробив єдиний ринок через стандартизовану систему законів, які застосовуються в усіх державах-членах. У межах Шенгенської зони (яка охоплює 22 ЄС і 4-поза меж ЄС європейські держави) паспортний контроль був скасований. Політика ЄС на користь вільного пересування людей, товарів, послуг і капіталу в межах своїх кордонів ввела в дію законодавство в юстиції і внутрішніх справ, а також підтримує загальну політику в галузі торгівлі, сільського господарства, рибальства і регіонального розвитку.
Валютний союз Єврозони був створений в 1999 році і складається з 17 держав-членів. Завдяки спільній зовнішній політиці та політиці безпеки ЄС отримав вагомішу роль у зовнішніх відносинах і питаннях оборони. Постійні дипломатичні місії були встановлені в усьому світі. ЄС представлений в Організації Об'єднаних Націй, Всесвітньої торгової організації, G8 і G-20.
Міждержавність є способом для обмеження наділення повноважень, на наднаціональні інститути, зупинку чи появу загальної політики. У нинішній інституційній системі ЄС, Європейська Рада та загальна Рада відіграють роль інститутів, що мають останнє слово при прийнятті рішень і політиці ЄС, інституціоналізації де-факто міжурядового контролю над ЄС в цілому з можливістю надання більше влади невеликій групі держав. Цей факт може створити умову переваги, коли хтось є «вищим» над кимось, а це своєю чергою порушує принцип «Союз Рівних».

### Африканська інтеграція
Африканський союз (АС, або, в інших офіційних мовах, UA) — континентальний союз, подібний до ЄС, але менш інтегрований. Складається з 54 африканських держав. Єдина держава Африки, яка не є членом АС — Марокко. АС було створено 26 травня 2001 року в Аддіс-Абебі, Ефіопія, і запущено, 9 липня 2002 року в Південній Африці, щоб замінити Організацію африканської єдності. Найважливіші рішення АС приймаються у Асамблеї Африканського союзу щопівроку на зустрічі глав держав і урядів держав-членів. Секретаріат АС в рамках Комісії Африканського союзу, базується в Аддис-Абебі, Ефіопія.